# ليو كيسي
ليو كيسي (بالإنجليزية: Leo Casey)‏ هو لاعب دوري الرغبي أيرلندي، ولد في 17 سبتمبر 1965.